# Boubou

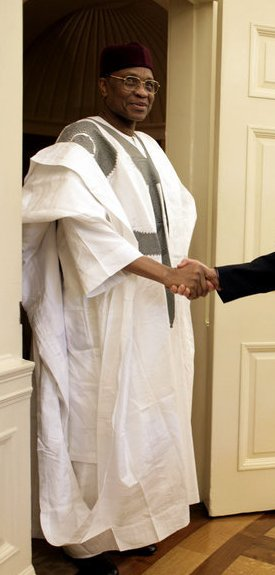
Mamadou Tandja em um boubou, em 2005

O boubou (também chamado bubu; da palavra do idioma uolofe mbubbe) é uma vestimenta externa solta do Senegal, usada por homens e mulheres na África Ocidental e em diáspora africana.
O boubou e vestimentas semelhantes são conhecidos por nomes diferentes nos vários grupos étnicos. Os Yoruba e Dagomba usam uma camisa na altura do quadril (Buba) e calças combinando (Sokoto) sob o boubou chamado Agbada, e as mulheres usam uma saia envelope (Pagne ou Wrapper). Entre os Hausa, roupas semelhantes ao boubou são chamadas de Babban Riga, entre os tuaregues Tekatkat , no norte da África Gandourah e na Mauritânia é chamada de Derra'a.

## Descrição e uso
O boubou consiste em um pedaço de tecido retangular, geralmente com 150 centímetros de largura e comprimento variável, com uma abertura para a cabeça no meio. Quando usado, ele cai sobre os ombros e é ondulado nos braços. Pode ser costurado ao meio nas laterais para criar mangas. Boubous para mulheres têm grandes aberturas redondas no pescoço e são usados com um pagne da mesma cor e um acessório de cabeça de tecido. Os homens geralmente usam boubous com decote em V e uma camisa e calça combinando por baixo.
O grande boubou (ou Gran mbubu) é uma forma particularmente elegante e volumosa de boubou: tem cerca de três metros de comprimento e chega até os tornozelos. Esses valiosos boubous com ricos bordados são geralmente feitos de damasco de algodão (chamados de basins), que são primeiro tingidos laboriosamente por tintureiros especializados. Os bordados são tradicionalmente brancos, mas desde a década de 1970, os bordados coloridos também se popularizaram, principalmente para os boubous femininos. Ankaras (tecidos africanos estampados com cera) também são usados para a confecção de boubous de uso cotidiano.

## História e distribuição
Os primeiros achados arqueológicos de túnicas largas na África subsaariana vêm de cemitérios em Igbo-Ukwu, na Nigéria, e datam do século IX. Acredita-se que os berberes, particularmente os tuaregues, introduziram esse estilo de manto na África Central e Ocidental durante o comércio transaariano. Inicialmente, era usado apenas por reis Yoruba na Nigéria, Dagomba em Gana, Mandinga na Gâmbia, Susu na Guiné e Temne em Serra Leoa. A partir daí, espalhou-se pela África Ocidental com as migrações de semi-nômades de etnias como os Dyulas e os Hauças.
No início do século XIX, o boubou no Senegal geralmente consistia em tiras de tecido feito à mão e chegava apenas à cintura. No final do século XIX, a importação de tecidos feitos à máquina e a disseminação do Islã tornaram o grand boubou mais volumoso e na altura do tornozelo na moda para os homens muçulmanos, lembrando um cafetã árabe. No início do século XX, os homens urbanos e cristãos começaram a usar ternos e o grand boubou tornou-se o traje dos homens muçulmanos, tanto para uso diário quanto para ocasiões cerimoniais. É usado em ocasiões religiosas islâmicas, como no Eid al-Fitr (fim do jejum do Ramadã) e na Jumu'ah (oração de sexta-feira) na mesquita, e em celebrações familiares, como casamentos ou funerais. Um grande boubou branco, feito de seda e bordado com ouro, é usado no Haje (peregrinação de muçulmanos à cidade santa de Meca); este boubou é, portanto, associado à riqueza, prestígio e crença religiosa. Boubous particularmente preciosos são considerados símbolos de status da família e são passados como herança entre as gerações.

No início do século XX, agricultores e trabalhadores usavam Grand boubous simples em tecido de máquina de cor lisa. As mulheres muçulmanas mais ricas e urbanas, por outro lado, usavam boubous na altura dos quadris, e sob eles seus pagnes tecidos à mão ou feitos de fino tecido francês. As jovens cristãs usavam um híbrido de boubou e vestido ocidental, o boubou largo e de cintura alta à la française (conhecido como ndoket). O grand boubou como roupa elegante e festiva para mulheres só se tornou popular após a Segunda Guerra Mundial. Hoje, o boubou é usado em inúmeras variações que estão sujeitas a mudanças na moda. O boubou pode ser usado por mulheres jovens, mas também por mulheres muçulmanas mais velhas e homens muçulmanos e pode expressar um senso de moda, elegância, tradição e também modernidade.

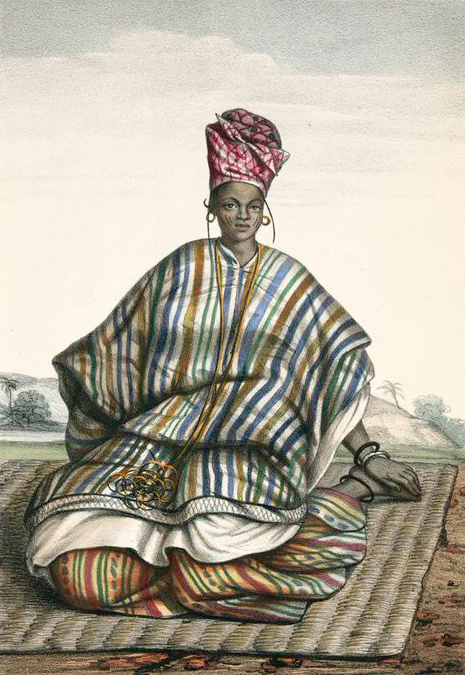
Uma mulher Bambara usando Boubou, em 1853
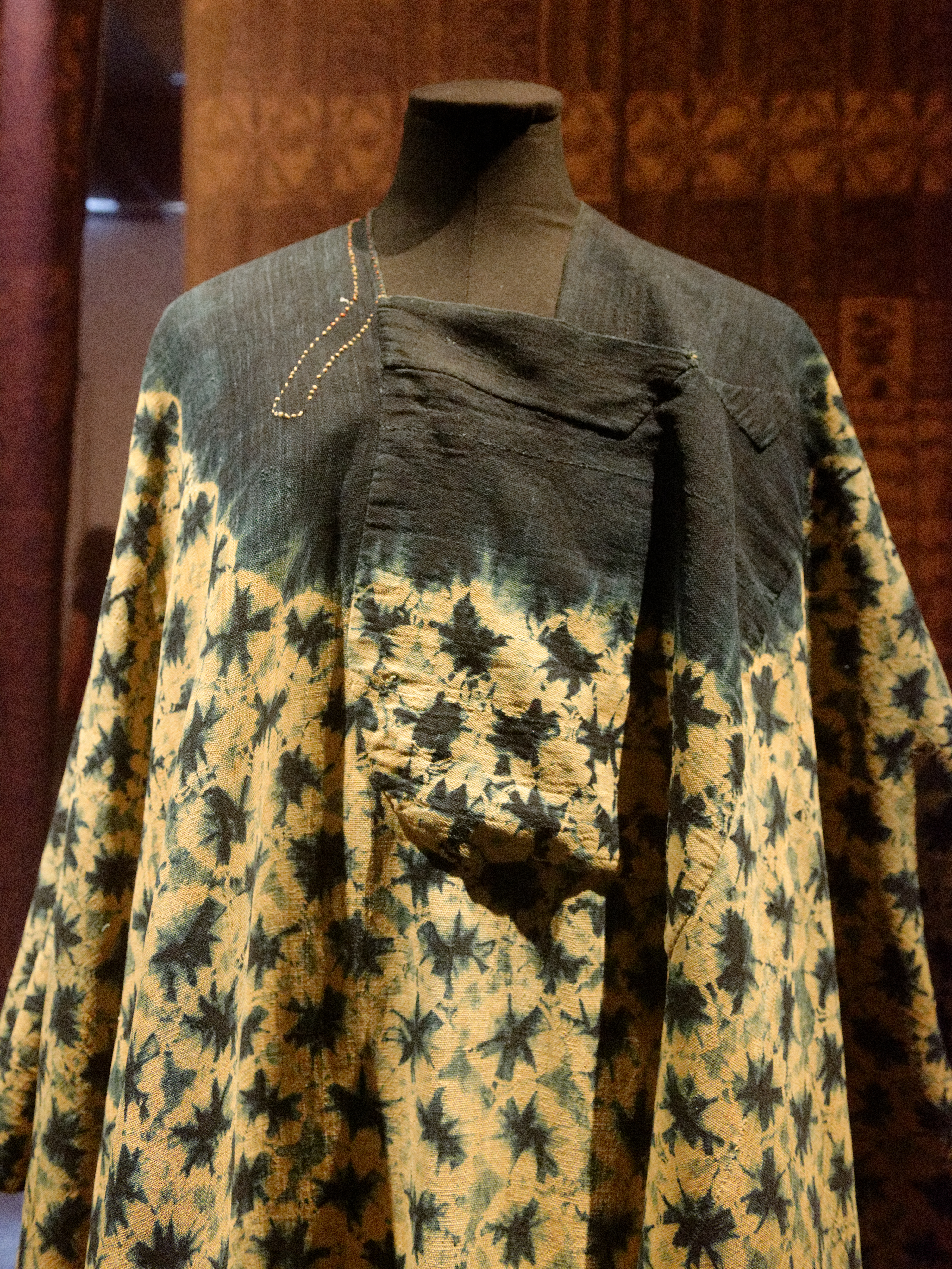
Boubou da Libéria, tingido com a técnica tie-dye
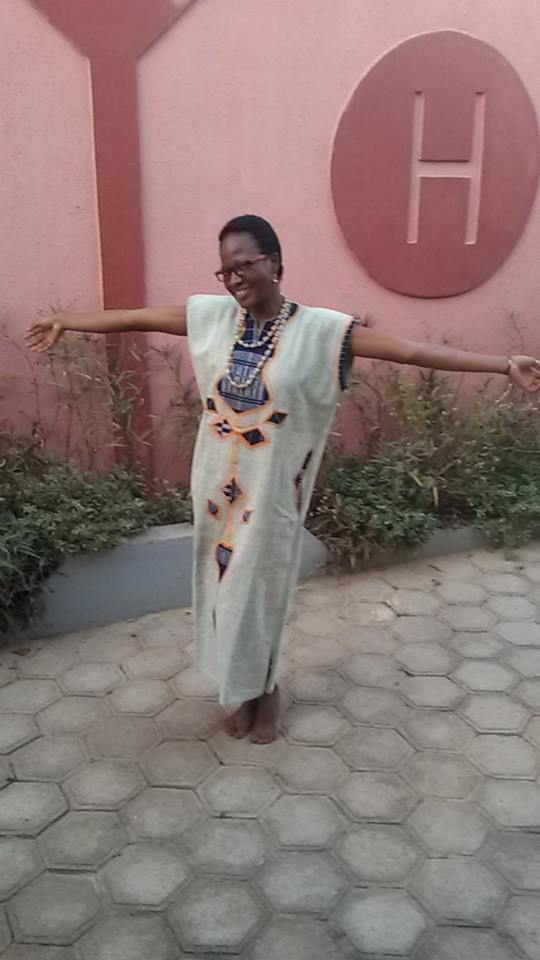
Uma mulher Senufô em um boubou, em 2015
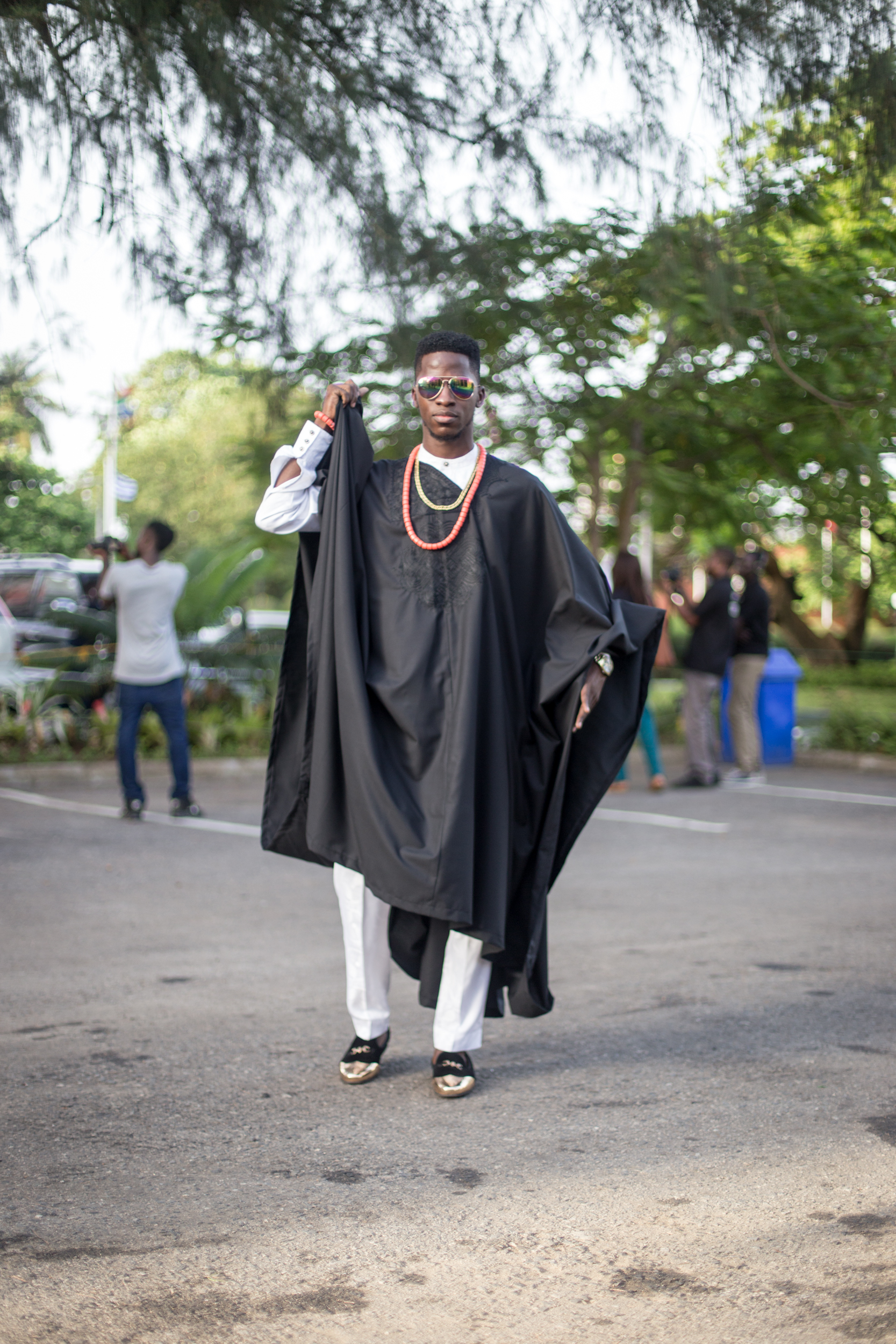
Jovem Yoruba em um elegante Agbada, em 2015
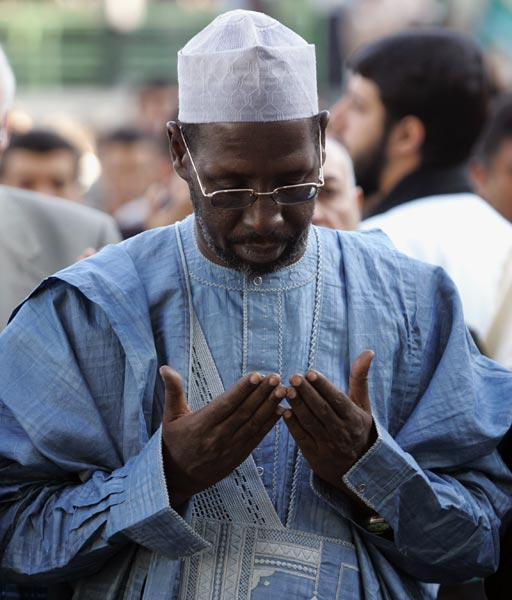
Homem Muçulmano em boubou azul durante o festival Eid al-Fitr, em 2005